# Jessica
Jessica (také v české podobě Jesika nebo Jessika) je ženské křestní jméno.
Jde o biblické jméno hebrejského původu, slovo (jiskah), znamenající bůh uzří, spatří, popřípadě též jako bohatá. Ve Starém zákoně to bylo jméno Abrahámovy neteře (Gn 11, 29 (Kral, ČEP)).
Jméno je častější v anglickém prostředí, kde bylo zpopularizováno především Shakespearovou hrou Kupec benátský, v níž je Jessica jednou z hlavních kladných postav.

## Skutečné Jessiky
- Jessica Alba – americká herečka
- Jessica Bielová – americká herečka
- Jessica Hynes – britská herečka
- Jessica Kordová – česko-americká golfistka
- Yessica Kumala – manželka Joshe Hollowaye
- Jessica Lange – americká herečka
- Jessica Lea Mayfield – americká zpěvačka
- Sarah Jessica Parker – americká herečka
- Jesika Pietak – polská zpěvačka
- Jessica Stamová – kanadská modelka
- Jessica Simpson – americká zpěvačka
- Jessica Steinhauser – americká pornoherečka známá jako Asia Carrera
- Jessica Tandy – americká herečka
- Jessica Jislová – česká biatlonistka

## Fiktivní Jessiky
- Jessica Fletcher – postava ze seriálu To je vražda, napsala. Hrála jí Angela Lansbury

## Hudba
- Jessika – opera Josefa Bohuslava Foerstera (1905)